# Karol Więckowski
Karol Więckowski, znany też jako Zenon Stachula (ur. 18 lutego 1917 we Lwowie, zm. 3 września 1991 w Warszawie) – oficer radziecki, agent NKWD, funkcjonariusz PRL-owskich organów bezpieczeństwa publicznego.
Podczas II wojny światowej działał w podziemiu na Białorusi, następnie przeszkolony przez NKWD jako ich agent, został zrzucony na tereny okupowanej Polski. Po wojnie rozpoczął pracę w polskich organach bezpieczeństwa publicznego (MBP), głównie w Departamencie V zajmującym się partiami, organizacjami i ugrupowaniami religijnymi, prowadzonym przez jego bliską współpracowniczkę Julię Brystygierową.
W Departamencie V Ministerstwa Bezpieczeństwa Publicznego zajmował następujące funkcje: od 31 lipca do 15 grudnia 1946 roku zastępca naczelnika Wydziału I, od 16 grudnia 1946 do 30 kwietnia 1947 roku zastępca naczelnika Wydziału II oraz pełniący obowiązki naczelnika, a od 1 maja 1947 do 31 grudnia 1949 roku naczelnik tego wydziału.
Uchwałą Prezydium KRN z 17 września 1946 odznaczony Krzyżem Kawalerskim Orderu Odrodzenia Polski.
Wicedyrektor Departamentu V od 1 maja 1950 do 14 stycznia 1953 roku, dyrektor Departamentu XI MBP (walka z Kościołem katolickim) od 15 stycznia 1953 do 31 grudnia 1954.
Po likwidacji MBP przeszedł do Komitetu do Spraw Bezpieczeństwa Publicznego, na stanowisko dyrektora Departamentu VI odpowiedzialnego za walkę z wrogą działalnością reakcyjnego kleru. W latach 1957-1958 pełnił funkcję dyrektora Biura Paszportów Zagranicznych.